# Gottfried Jetter

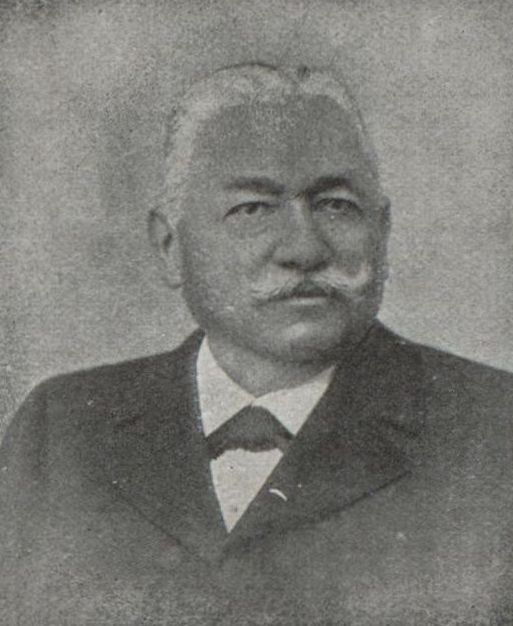
Gottfried Jetter

Gottfried Jetter (* 1838 in Tuttlingen; † 1903 in Freiburg) war ein deutscher Unternehmer und Messerschmied sowie Firmengründer der Aesculap-Werke. 

## Leben
Gottfried Jetter wurde 1838 in Tuttlingen als Sohn eines Strumpfwebers geboren. Er begann eine Lehre als Messerschmied. Mit 17 Jahren machte sich Jetter 1855 auf Wanderschaft. Er sammelte Erfahrung in Genf, Straßburg, Marburg, Wien, Berlin und Paris. 1867 kehrte er in seine Heimatstadt zurück. Er eröffnete eine kleine Werkstatt für Chirurgiemechanik. Das Geschäft wuchs rasant. So konnten 1878 bereits 120 Mitarbeiter registriert werden. 1887 machte er seine beiden Schwäger Karl Christian Scheerer und Wilhelm Scheerer zu Partnern. Die Firma nannte sich nun Jetter & Scheerer. 1889 wurde ein Fabrikneubau mit inzwischen 300 Mitarbeitern bezogen. 1890 zieht sich Gottfried Jetter aus gesundheitlichen Gründen aus der Geschäftsführung zurück. Jetter & Scheerer beschäftigt jetzt schon 440 Mitarbeiter. Nachdem die Firma bereits Niederlassungen in Berlin und New York hatte und auch das Fabrikgebäude in Tuttlingen zu klein wurde, entstand 1899 der Neubau unter dem Ehrenberg. Im selben Jahr wurde die Marke Aesculap eingetragen. Dieser Standort ist auch heute noch der Stammsitz der Firma Aesculap AG und wurde zwischenzeitlich enorm vergrößert. Gottfried Jetter erlebte noch den Aufstieg seiner Firma zum Weltunternehmen. Er starb 1903 in Freiburg und wurde auf dem Stadtfriedhof begraben, wo sein Grab heute noch steht.

## Bedeutung
Gottfried Jetter gilt insbesondere in Tuttlingen als Industrie-Pionier und als Vater der Chirurgiemechanik. Für den Standort Tuttlingen hat dies eine große Bedeutung, da hier inzwischen über 450 Firmen dieser Branche ansässig sind.
Als Geheimnis seines Erfolgs nennt die Firma B Braun die schnelle Einführung einer Serienproduktion.
1870 gründete Jetter bereits eine Hilfskasse für seine Mitarbeiter. Diese Tradition setzt heute die BKK Aesculap fort, die bezeichnenderweise in der Jetterstraße zu finden ist.